# La hora azul
La hora azul (The Blue Hour) es una película realizada el 2007, dirigida por Eric Nazarian y producida por Lynnette Ramírez y Brian Knappmiller. La película está protagonizada por Alyssa Milano (Allegra).

## Argumento
Seres que se desconocen entre sí tejen en Los Ángeles, sus historias de carencias y esperanzas en La hora azul, sin saber que sus vidas se rozan en formas que, aun siendo sutiles, a veces pueden resultar muy profundas. Es la recopilación de un drama multiétnico, una película que explora las conexiones entre una muralista de grafitis mexicana, un armenio reparador de cámaras, un afroamericano guitarrista de Blues y un jubilado inglés que vive cerca del río Los ángeles.
Happy es una talentosa adolescente muralista de grafitis, que tiene como pasión la pintura en aerosol y el Hip Hop. El lugar donde da rienda suelta a su arte es el borde de concreto del río Los ángeles. Mientras pinta un mural de su emblemática Payasa ―una mujer payaso de cara triste―, tropieza con Sal, un vagabundo mentalmente discapacitado que intenta hacer contacto con ella.
Imposibilitado para comunicarse con Happy, Sal se cruza en su camino con Avo, un reparador de cámaras antiguas que vive con su esposa Allegra en la ribera este del río. El apartamento de la pareja queda con vista hacia Payasa, el mural de Happy, cerca del lugar donde recientemente se ahogó Heidi, su hijita de cuatro años. Avo y Allegra no se hablan desde la muerte de Heidi. Mientras Happy trabaja en Payasa, Avo intenta reconciliarse con su esposa en medio de la tragedia familiar.
A una cuadra del apartamento de Avo está Ridley, un guitarrista de Blues que intenta abrirse camino permaneciendo en un viejo hotel al lado del río. Él ha regresado a Los Ángeles en forma temporal para cuidar a su madre. Una noche Ridley escucha una enigmática voz que sale de algún sitio del hotel; atraído por su misteriosa presencia, Ridley decide descubrir el origen de aquella voz y se topa con Sal, al calor de un accidente en que el culpable se da a la fuga.
Humphrey es un jubilado entrado en años que vive en un apartamento con vista a “las islas” en el río. Una mañana él se despierta con los gritos de Sal en la vereda. Habiendo perdido recientemente a su esposa Ethel, Humphrey pasa los días almorzando al lado de su tumba, a pocos pasos del lugar donde descansa Heidi y donde él ve a Allegra. Sin saber cuándo va a llegar su hora, Humphrey se reajusta a su vida cotidiana, cruzándose en su camino con Happy, mientras deambula por el vecindario a la vera del río.
Conectando periféricamente a cada personaje mediante el río Los ángeles, La hora azul explora los lazos sutiles y los sentimientos humanos comunes entre extraños, en un ambiente aparentemente desconectado.

## Elenco
- Alyssa Milano - Allegra
- Yorick van Wageningen - Avo
- Emily Rios - Happy
- Derrick O'Connor - Humphrey
- Clarence Williams III - Ridley
- Paul Dillon - Sal
- Sophia Malki - Heidi
- Rachel Miner - Julie
- Sarah Jones - Joven Ethel